# Поисково-ударный крейсер

Лидер эсминцев «Норфолк», до 1951 года классифицировавшийся как поисково-ударный крейсер CLK-1

Поисково-ударный крейсер (англ. Hunter-Killer Cruiser, буквенное обозначение CLK) — класс кораблей ВМС США, существовавший в 1949—1951 и включавший в себя специализированные корабли для поиска и уничтожения быстроходных (до 25 узлов) подводных лодок противника.
Вероятной целью поисково-ударных крейсеров были быстроходные дизельные подводные лодки, созданные в СССР в первые послевоенные годы на основе технологий, заимствованных у трофейных немецких лодок типа XXI.
Был заложен всего один корабль данного класса — CLK-1 «Норфолк», конструкция которого основывалась на конструкции лёгких крейсеров типа «Атланта», однако в 1951 году класс был упразднён, и «Норфолк» был переклассифицирован как лидер эсминцев (DL-1).